# Anne-Marie Le Gloannec
Anne-Marie Le Gloannec (née le 24 février 1951 et morte le 26 avril 2017) est une politologue française, professeur et directeur de recherches à l'Institut d'études politiques de Paris, spécialiste de l'Allemagne. 
Elle a été directrice adjointe du Centre Marc Bloch à Berlin de 1997 à 2002. Elle a collaboré à L’Express et au Figaro.

## Œuvres
- Un mur à Berlin, Éditions Complexe, 1985
- La nation orpheline : les Allemagnes en Europe], Pluriel, 1990
- La République fédérale d'Allemagne, Le livre de poche, 1994
- Berlin et le monde : les timides audaces d’une nation réunifiée, Autrement, 2007

### Publication sous sa direction
- L'État en Allemagne : la République fédérale après la réunification, Presses de Sciences Po, 2001
- Allemagne, peuple et culture, Poche, 2005
- Non-State Actors in International Relations: The Case of Germany , Manchester University Press, 2007